# Мејпл Хајтс (Охајо)
Мејпл Хајтс (енгл. Maple Heights) град је у америчкој савезној држави Охајо.

## Демографија
По попису из 2010. године број становника је 23.138, што је 3.018 (-11,5%) становника мање него 2000. године.
| Група             | 2000.          | 2010.          |
| Белци             | 13.382 (51,2%) | 6.373 (27,5%)  |
| Афроамериканци    | 11.598 (44,3%) | 15.788 (68,2%) |
| Азијати           | 452 (1,7%)     | 236 (1,0%)     |
| Хиспаноамериканци | 316 (1,2%)     | 357 (1,5%)     |
| Укупно            | 26.156         | 23.138         |